# Delta Pavonis
Delta Pavonis (δ Pav / HD 190248 / HR 7665 / GJ 780) es la tercera estrella más brillante en la constelación de Pavo, con magnitud aparente +3,55, superada en brillo por Peacock (α Pavonis) y β Pavonis. A tan solo 19,9 años luz del sistema solar, es uno de los análogos solares, (estrellas de características similares al Sol) más cercanos.
Delta Pavonis es una estrella enana amarilla o subgigante de tipo espectral G7V-IV, lo cual significa que está terminando la fusión de hidrógeno y comenzando su transformación en una gigante roja.
Por ello, aunque con una temperatura de 5560 K es ligeramente más fría que el Sol, tiene una luminosidad un 18 % mayor que la luminosidad solar.
Aunque su edad es incierta, parece ser más antigua que el Sol, con una edad comprendida entre 5000 y 7000 millones de años. Su órbita alrededor del centro de la galaxia es muy similar a la del Sol.
Su masa es algo mayor que la masa solar de nuestra estrella, la metalicidad de Delta Pavonis, expresada como la relación entre los contenidos de hierro e hidrógeno, es 2,38 veces mayor que la del Sol; dado que este valor se relaciona con la existencia de planetas terrestres, se ha especulado sobre la posibilidad de que existan planetas en órbita que puedan albergar vida. Ocupó el sexto lugar entre las 100 estrellas seleccionadas por el Terrestrial Planet Finder (TPF) para la búsqueda de planetas terrestres y es el objetivo principal del Instituto SETI dentro de un grupo de estrellas cercanas estudiadas.
La zona de habitabilidad en torno a Delta Pavonis se sitúa a 1,09 UA, algo más de la distancia que separa la Tierra del Sol.
Las estrellas más próximas a Delta Pavonis son LHS 3836 y Gliese 693, ambas enanas rojas a 5,8 y 6,4 años luz respectivamente.